# Wolfsgrund (Dorfchemnitz)
Wolfsgrund ist ein Ortsteil der sächsischen Gemeinde Dorfchemnitz im Landkreis Mittelsachsen.

## Geografie

### Lage
Wolfsgrund liegt etwa sechs Kilometer nördlich von Sayda im Erzgebirge. Die Ansiedlung erstreckt sich zu beiden Seiten eines nach Osten dem Chemnitzbach zufließenden Baches.
Über Kommunalsstraßen besteht Anschluss an Voigtsdorf und Dorfchemnitz sowie die westlich im Tal verlaufenden Kreisstraße 7733 Mulda–Friedebach.

### Nachbarorte
|            | Mulda                                       |              |
| Zethau     | Kompassrose, die auf Nachbargemeinden zeigt |              |
| Voigtsdorf |                                             | Dorfchemnitz |

## Geschichte
Die erste urkundliche Erwähnung datiert von 1449, man schreibt den Ortsnamen bereits wie den heutigen. Kirchlich ist Wolfsgrund seit der Reformation 1539 nach Dorfchemnitz gepfarrt.
Von 1439 datieren erste Aufzeichnungen über Eisensteingruben beim Wolfsgrund, es existierten zahlreiche Standorte von Kauen. Die frühesten bergmännischen Ansiedlungen sollen sich nahe dem am Chemnitzbach gelegenen Hirschteich befunden haben. Hier sollen auch kleine Hammerwerke mit Schmelzöfen bestanden haben.
Der Ortsname stammt möglicherweise von den im 15. Jahrhundert eingesetzten Schmelzöfen – diese trugen die Bezeichnung „Wolfsöfen“.
Durch Ausdehnung des Bergbaus, Holzfällungen und die Errichtung von Holzkohlemeilern verlagerte sich Wolfsgrund nach und nach aufwärts des Baches. Der „neue“ Wolfsgrund ist seit 1475 bekannt und entspricht etwa der geografischen Lage der heutigen Ansiedlung.
Bemerkenswert ist, dass um 1750 Hopfenanbau erwähnt wird. Neben den Kumpel lebten hier auch Melzer und Brauer. Ebenfalls sehr früh erwähnt wird Obstbau, sogar Erdbeeren sollen hier auf extra dafür angelegten Plantagen angebaut worden sein.
August Schumann nennt 1826 im Staats-, Post- und Zeitungslexikon von Sachsen Wolfsgrund betreffend u. a.:
„Unter den 18 Häusern des Ortes ist keines ein eigentliches ganzes Bauerngut, sondern die Bewohner haben (und zwar fast alle) von ⅟₁₆ bis zu ½ Hufe mittelmäigen Feldes, worauf sie besonders schönen Flachs bauen. Ihre Zahl ist 80 is 85. [...] Unterm Dorfe sind die Ruinen der Dorfchemnitzer Kalkbrennerei, und am Bächlein, [...] findet man Schörl- und Magneteisenstein-Stufen, so wie zahlreiche Spuren ehemaligen Bergbaues.“

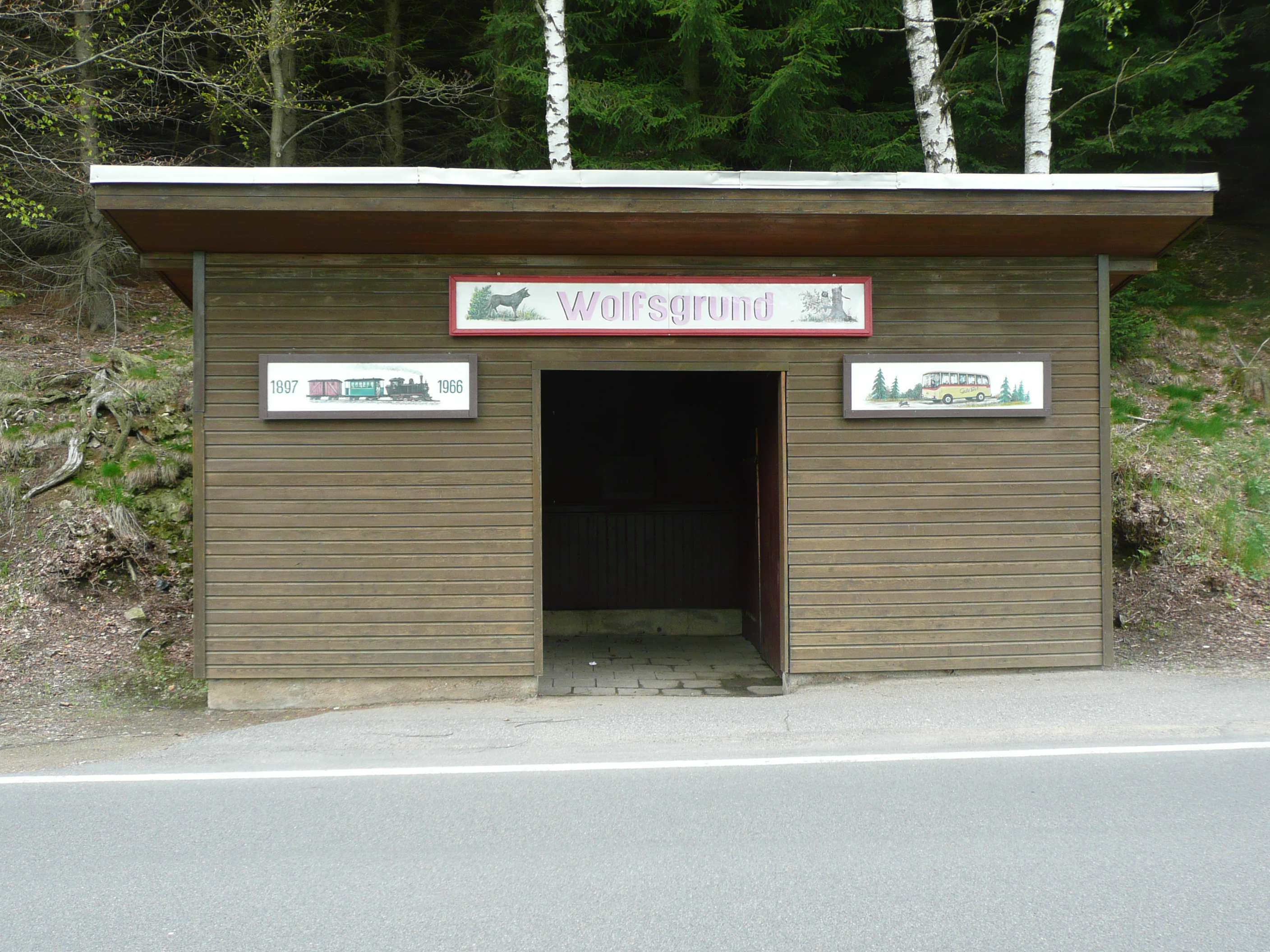
Haltestelle-Wolfsgrund 2009

Das Rittergut Voigtsdorf mit Voigtsdorf und Wolfsgrund gehörte bis 1832 als Exklave zum Amt Wolkenstein. Erst dann wurde es dem Kreisamt Freiberg einverleibt.
Am 1. Juli 1897 erhielt Wolfsgrund Eisenbahnanschluss an der östlich im Tal des Chemnitzbach verlaufenden Schmalspurbahn Mulda–Sayda. Am 18. Juli 1966 wurde der Betrieb eingestellt, die Strecke später rückgebaut.
Am 1. Juli 1950 wurde Wolfsgrund nach Dorfchemnitz eingemeindet.

## Entwicklung der Einwohnerzahl
| Jahr    | Einwohner                                          |
| ------- | -------------------------------------------------- |
| 1551    | 11 besessene Mann, 6 Inwohner                      |
| 1764/87 | 10 besessene Mann, 8 Gärtner, 2 Häusler, 5 ¾ Hufen |
| 1834    | 81                                                 |

| Jahr | Einwohner |
| ---- | --------- |
| 1871 | 098       |
| 1890 | 097       |
| 1910 | 123       |

| Jahr | Einwohner |
| ---- | --------- |
| 1925 | 113       |
| 1939 | 096       |
| 1946 | 104       |